# Tim Scott (baseball)
Pour les articles homonymes, voir Scott et Tim Scott.
Timothy Dale Scott (né le 16 novembre 1966 à Hartford, Connecticut, États-Unis) est un ancien lanceur droitier de baseball ayant joué dans les Ligues majeures de 1991 à 1997.

## Carrière
Tim Scott est un choix de deuxième ronde des Dodgers de Los Angeles en 1984. Il signe comme agent libre avec les Padres de San Diego en 1990 et fait son entrée dans les majeures avec cette équipe en 1991.
Le 23 juin 1993, les Padres échangent Scott aux Expos de Montréal pour le joueur d'avant-champ Archi Cianfrocco. Il termine la saison à Montréal avec une fiche de 7 victoires contre 2 défaites et une moyenne de points mérités de 3,01. En 1994, il connaît une bonne année en longue relève avec un dossier de 5-2 et une moyenne de 2,70.
Scott et le lanceur partant Kirk Rueter passent des Expos aux Giants de San Francisco le 30 juillet 1996 en retour du lanceur Mark Leiter. Après avoir complété la saison avec les Giants, il partage la saison 1997 entre les Padres de San Diego, son ancienne équipe, et les Rockies du Colorado.
Tim Scott a lancé dans 276 parties dans les majeures, la majorité comme lanceur de relève. Il a remporté 24 victoires contre 13 défaites, enregistré 253 retraits sur des prises en 314 manches lancées et conservé une moyenne de points mérités de 4,13.